# Allonsanfan
Allonsanfàn es una película italiana de drama histórico de 1974 escrita y dirigida por Paolo y Vittorio Taviani. El título de la película, que también es el nombre de un personaje, proviene de las primeras palabras (francés: Allons enfants, lit. '¡En pie, niños!') del himno revolucionario francés La Marsellesa.   
Ambientada en el contexto de la Unificación Italiana a principios del siglo XIX, la película está protagonizada por Marcello Mastroianni como un revolucionario envejecido que, tras la Restauración, se desilusiona e intenta traicionar a sus compañeros, quienes están organizando una insurrección en el sur de Italia.

## Trama
Durante la Restauración de 1816, el noble de edad mediana Fulvio Imbriani, un jacobino que tomó parte en las campañas italianas de las Guerras Revolucionarias Francesas, es liberado de su encierro luego de que las autoridades propagaran el rumor de que había delatado al líder de su sociedad clandestina de insurgentes —los Hermanos Sublimes— a cambio de su propia liberación. Poco después, es capturado por sus antiguos aliados y sometido a juicio, hasta que descubren que su desaparecido Maestro se quitó la vida días antes, abatido por la aparente derrota definitiva de los. La fraternidad se disuelve y Fulvio regresa, disfrazado, a la finca familiar por primera vez en décadas. No obstante, al ver el duelo de sus familiares por su presunta muerte, decide revelarse y es aceptado nuevamente en el seno de su familia
Poco después, se le une su amante y compañera revolucionaria, Charlotte, quien le informa que ha reunido suficiente dinero en el extranjero para financiar una expedición para liberar el Reino de las Dos Sicilias, debilitado en ese momento por la epidemia de cólera. Sin embargo, Fulvio, agotado por la aparentemente interminable y estéril lucha política, comienza a replantearse las comodidades de la vida aristocrática. Intenta, sin éxito, convencer a Charlotte de irse juntos a América con su hijo Massimiliano, quien hasta entonces había sido criado por campesinos para mantenerlo a salvo.
La hermana de Fulvio descubre que los Hermanos reunidos llegarán a la villa para organizar la expedición y los delata ante las autoridades. Cuando Fulvio se entera de que los soldados austriacos están a punto de emboscar a sus compañeros, ve la oportunidad de liberarse de su compromiso y decide no advertirles. Como resultado, la mayoría de los Hermanos mueren en la escaramuza, mientras que Fulvio huye con una Charlotte mortalmente herida.
Los Hermanos sobrevivientes —sin saber de su traición— lo rastrean hasta el funeral de Charlotte, seguidos por el joven hijo del Maestro, Allonsanfàn. Al enterarse de que la expedición sigue en marcha, Fulvio se ofrece a comprar él mismo las armas necesarias con el dinero de Charlotte, aunque en realidad planea usarlo para escapar a América junto con Massimiliano, con quien acaba de reunirse. Sin embargo, primero debe deshacerse de los Hermanos Lionello y su pareja, Francesca.
Lleva a Lionello en bote al lago de Orta, donde afirma que unos contrabandistas le entregarán las armas. Fulvio finge haber sido estafado e intenta manipular sin éxito a Lionello, quien está al borde del suicidio, para que se quite la vida y así evitar enfrentar el fracaso. Sin embargo, Lionello muere de todos modos cuando la barca se vuelca durante la discusión. Para evitar ser delatado ante los Hermanos, Fulvio seduce a Francesca. Luego, coloca a Massimiliano en un internado y usa el dinero para pagar varios años de renta en caso de su muerte. Finalmente, se autoinflige una herida para simular un robo.
Fulvio y Francesca llegan a Génova, donde debería zarpar la expedición. Allí, los Hermanos se conmueven con la historia del exiliado sureño Vanni, quien les cuenta cómo los soldados del Reino de las Dos Sicilias enterraron viva a su esposa debido al cólera. La historia los impulsa a partir hacia Sicilia antes de que se descubra la falta de armas. Mientras Fulvio está inconsciente por un medicamento de opio para su herida, Francesca lo hace abordar el barco junto con los demás, para su desesperación.
Cuando los Hermanos deciden continuar con la expedición incluso sin armas, un Fulvio cada vez más frenético descubre que Vanni es infame en Sicilia por haber tomado venganza contra numerosos soldados y compatriotas. Al llegar a tierra, Fulvio traiciona una vez más a sus compañeros, denunciándolos ante un sacerdote del pueblo cercano de Grottole a cambio de su vida. Temiendo que los campesinos hambrientos y afectados por el cólera se unan fácilmente a la rebelión, el sacerdote los incita en contra de los revolucionarios, culpándolos de la epidemia y resaltando la presencia de Vanni. Fácilmente identificables por sus camisas rojas, los Hermanos y Vanni son linchados en el acto por la multitud enfurecida.
Fulvio está dejando Grottole cuando se encuentra con Allonsanfàn, el único sobreviviente de la masacre. Incapaz de aceptar el trágico desenlace de la expedición, Allonsanfàn delira sobre una utópica hermandad que se habría formado instantáneamente entre los campesinos y los revolucionarios. Fulvio lo ignora, pero al escuchar las campanas de Grottole repicar, cree que los Hermanos han triunfado. Se pone la camisa roja que Allonsanfàn dejó atrás para unirse a ellos, lo que hace que los soldados recién llegados lo noten y le disparen, acabando con su vida.

## Elenco
- Marcello Mastroianni como Fulvio Imbriani
- Lea Massaricomo Charlotte
- Mimsy Farmer como Francesca
- Laura Betti como Esther Imbriani
- Claudio Cassinelli como Lionello
- Benjamin Lev como Vanni 'Peste' Gavina
- Renato De Carmine como Costantino Imbriani
- Stanko Molnar como Allonsanfàn
- Luisa De Santis como Fiorella Imbriani
- Biagio Pelligra como el sacerdote de Grottole
- Michael Berger como Remigio Imbriani
- Raul Cabrera como Hermano Sublime
- Alderice Casali como Concetta
- Cirylle Spiga como Massimo
- Ermanno Taviani como Massimiliano Imbriani

## Producción
Los hermanos Taviani escribieron el guion de la película, originalmente titulada Terza dimensione (lit. Tercera dimensión), mientras escuchaban óperas italianas del siglo XIX, como Lucia di Lammermoor de Gaetano Donizetti y Macbethde Giuseppe Verdi. Se ha señalado que los eventos de la película reflejan la fallida expedición revolucionaria de 1857 liderada por Carlo Pisacane, mientras que el apellido del protagonista es un homenaje al escritor italiano de la época Vittorio Imbriani.
La primera versión del guion terminaba con Fulvio eligiendo no traicionar a sus compañeros, sobreviviendo y regresando para enterrarlos. Sin embargo, los Taviani cambiaron este desenlace debido a su desilusión con los resultados de Mayo del 68.
Los directores originalmente planearon rodar la película en 1965 con Gian Maria Volonté en el papel principal. Tras San Michele aveva un gallo (1972), la película terminó siendo producida por una cooperativa financiada por la empresa estatal Italnoleggio Cinematografico
Mastroianni aceptó el papel de Fulvio porque lo percibió como "el típico personaje de antihéroe que disfruto interpretar" y porque quería regresar a trabajar en Italia después de haber filmado L'événement le plus important depuis que l'homme a marché sur la Lune (1973) en París.

### Rodaje
El rodaje principal tuvo lugar entre octubre y diciembre de 1973. Entre las locaciones se encuentran Matera, en Basilicata, y el Altopiano delle Murge en Apulia, específicamente en Pulo di Altamura y Castel del Monte.
Las escenas ambientadas en la villa de la familia Imbriani fueron filmadas en Villa Amalia, en Erba, Lombardía. Tanto la escena de apertura como la escena del violín entre Fulvio y su hijo se rodaron en Brescia, en el Broletto y el Teatro Grande. La escena en la que los Hermanos Sublimes secuestran a Fulvio fue filmada en Bérgamo, entre la Piazza Vecchia y el Palazzo della Ragione.
El cantante y compositor Lucio Dalla estaba previsto para interpretar a Tito, e incluso se llegaron a filmar algunas escenas con él en el papel. Sin embargo, fue hospitalizado durante el rodaje y tuvo que ser reemplazado por Bruno Cirino.

### Banda sonora
La banda sonora fue compuesta por Ennio Morricone y dirigida por Bruno Nicolai, con coros de I Cantori Moderni de Alessandro Alessandroni y violín solista de Giorgio Mönch.
El compositor Giovanni Fusco, quien había trabajado previamente con los hermanos Taviani, presentó a Morricone a los directores, quienes en un principio no querían utilizar música original para la película.
El álbum de la banda sonora fue lanzado en Italia por RCA Italiana.
No. Title
1. "Rabbia e tarantella"
2. "Ritorno a casa"
3. "Dirindindin"
4. "Frammenti di sonata"
5. "Tradimento"
6. "Te Deum laudamus"
7. "Allonsanfàn (Sul lago)"
8. "Allonsanfàn (Ballata)"
9. "Rabbia e tarantella (2)"
10. "Te Deum laudamus (2)"
11. "Allonsanfàn (Fantasmi)"
12. "Dirindindin (2)"
13. "Frammenti di sonata (2)"
14. "Ritorno a casa (2)"
15. "Rabbia e tarantella (3)"
"Rabbia e Tarantella", el tema principal de la película, fue utilizado en los créditos finales de Bastardos sin gloria (2009) de Quentin Tarantino.

## Estreno
Allonsanfàn se estrenó en el Cinema Arcadia de Milán el 5 de septiembre de 1974, antes de su lanzamiento en cines al día siguiente por Italnoleggio Cinematografico Posteriormente, fue proyectada en varios festivales internacionales de cine, incluyendo la Quincena de Realizadores del Festival de Cannes de 1975, el Festival Internacional de Cine de Moscú, el BFI London Film Festival y el Festival Internacional de Cine de Chicago
Se estrenó en el Reino Unido en 1978 y en los Estados Unidos el 1 de marzo de 1985 a través de Italtoons Corporation.